# Dursun Özbek

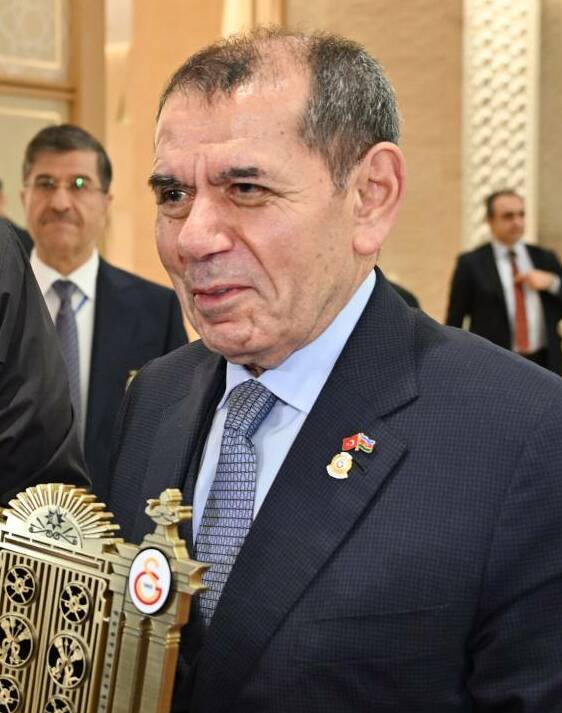
Dursun Özbek, März 2023

Dursun Aydın Özbek (* 25. März 1949 in Şebinkarahisar, Provinz Giresun) ist ein türkischer Geschäftsmann. Er war von Mai 2015 bis Januar 2018 der 36. Präsident des türkischen Fußball-Erstligisten Galatasaray Istanbul. Im Juni 2022 wurde er zum zweiten Mal als Präsident des Sportvereins gewählt und wurde somit 39. Präsident des Traditionsklubs.

## Leben
Özbek ging auf das Galatasaray-Gymnasium und studierte später an der İstanbul Teknik Üniversitesi Maschinenbau. Seit 1974 ist er im Automobilbereich tätig. Seit 1988 führt er auch das Nippon Hotel und das Point Hotel in Ankara und Istanbul. Dursun Özbek ist mit Mesude Özbek verheiratet, das Paar hat zwei Kinder.

## Galatasaray Istanbul
Bereits 2011 sollte Dursun Özbek unter dem Präsidenten Ünal Aysal im Vorstand von Galatasaray tätig werden, sagte jedoch ab. Mit Duygun Yarsuvat als neuem Vereinspräsidenten, wurde Özbek 2014 Vizepräsident. Am 24. Mai 2015 gewann er mit 2800 Stimmen die Wahl zum Präsidenten von Galatasaray Istanbul und wurde der 36. Präsident des Vereins. Im Dezember 2017 entschied sich Özbek für eine vorgezogene Wahl. Am 20. Januar 2018 verlor er diese gegen Mustafa Cengiz. Özbek erhielt 1623 Stimmen, sein Gegner Cengiz 1703.
Vier Monate später stellte sich Özbek erneut zur Wahl und verlor ein weiteres Mal gegen Mustafa Cengiz. Özbek bekam 1361 Stimmen, sein Gegner Mustafa Cengiz 2525. Am 11. Juni 2022 gewann er die Präsidentschaftswahl mit 2208 Stimmen.

## Weblink
- Profil von Dursun Özbek auf galatasaray.org (türkisch)